# اسب نامادی
اسب نامادی (نام علمی: Equus namadicus) نام یک گونه از سرده اسب‌ها است.